# IC 5336/2
IC 5336/2 је спирална галаксија у сазвијежђу Пегаз која се налази на листи објеката дубоког неба у Индекс каталогу.
Деклинација објекта је + 21° 5' 48" а ректасцензија 23h 36m 20,4s. Привидна величина (магнитуда) објекта IC 5336 износи 15,2 а фотографска магнитуда 16,0.